# Peter Joseph Hundt
Peter Joseph Hundt (ur. 26 sierpnia 1956 w Hanoverze) – kanadyjski duchowny katolicki, w latach 2011–2018 biskup Corner Brook i Labrador, arcybiskup metropolita Saint John’s od 2018.

## Życiorys
Święcenia kapłańskie otrzymał 8 maja 1982 i inkardynowany został do diecezji Hamilton. Pracował przede wszystkim jako duszpasterz parafialny, był także wicekanclerzem i kanclerzem diecezjalnej kurii.
11 lutego 2006 otrzymał nominację na biskupa pomocniczego Toronto ze stolicą tytularną Tarasa in Byzacena. Sakry biskupiej udzielił mu 25 kwietnia 2006 kard. Aloysius Ambrozic.
1 marca 2011 papież Benedykt XVI mianował go ordynariuszem Corner Brook i Labrador w metropolii Saint John’s.
12 grudnia 2018 papież Franciszek mianował go arcybiskupem metropolitą Saint John’s.